# Droga wojewódzka nr 698
Droga wojewódzka nr 698 (DW698) – droga wojewódzka klasy G leżąca na obszarze województw: mazowieckiego i lubelskiego o długości 104 km łącząca Siedlce z Terespolem.

## Historia
Obecny numer droga uzyskała 14 lutego 1986 roku w wyniku reformy sieci drogowej na mocy uchwały z 2 grudnia 1985. Nieznany jest wcześniejszy numer – na ówcześnie wydawanych mapach i atlasach drogowych trasa oznaczana była jako droga drugorzędna. W latach 1986 – 1999 posiadała kategorię drogi krajowej.

## Dopuszczalny nacisk na oś
Na całej długości drogi dozwolony jest ruch pojazdów o nacisku pojedynczej osi do 8 ton.

## Miejscowości leżące przy trasie DW698
- Siedlce (DK2, DK63)
- Mordy
- Łosice (DK19)
- Konstantynów (DW811)
- Janów Podlaski
- Kukuryki (DK68 – brak bezpośredniego połączenia)

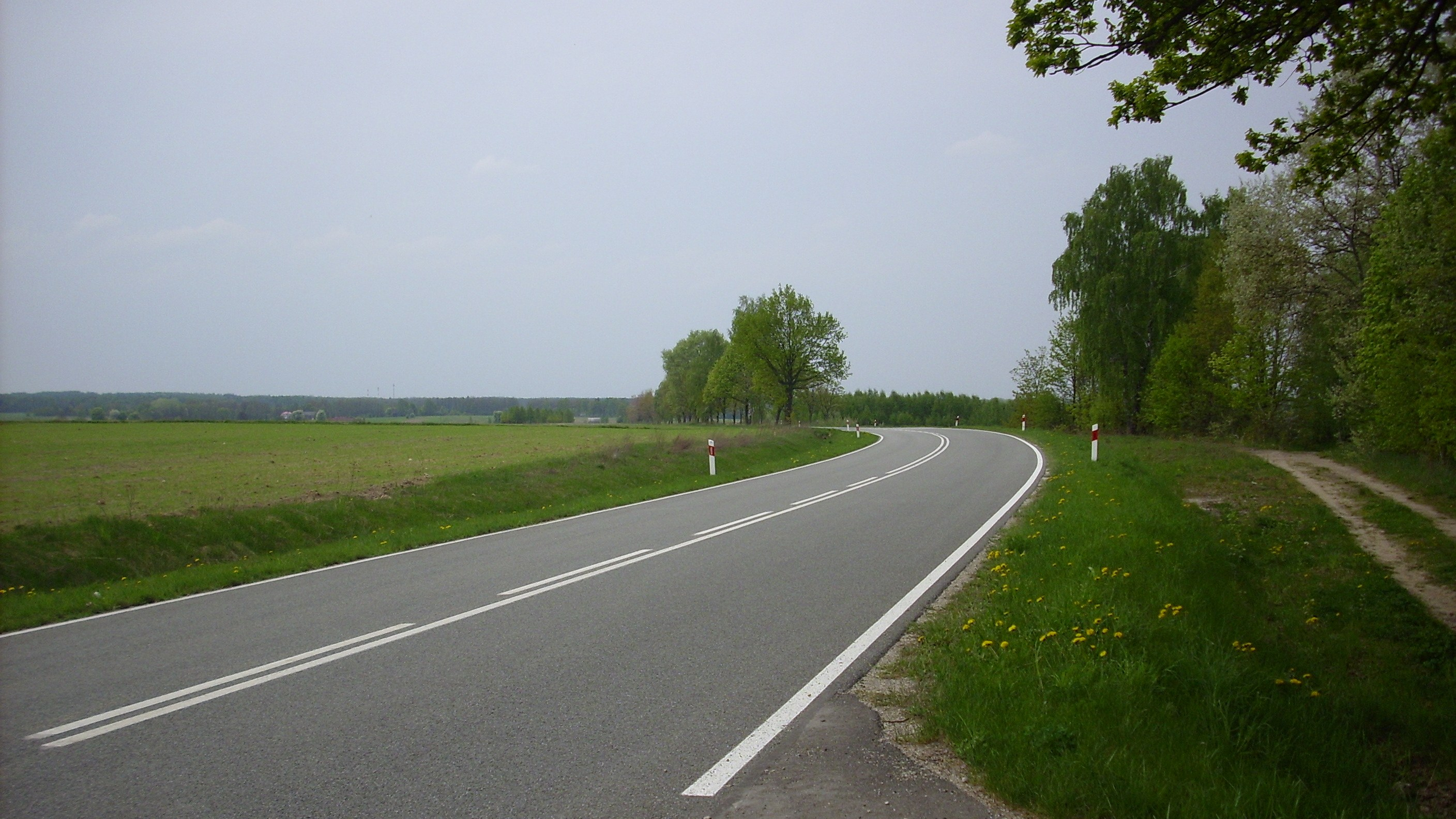
Droga wojewódzka 698 w Neplach

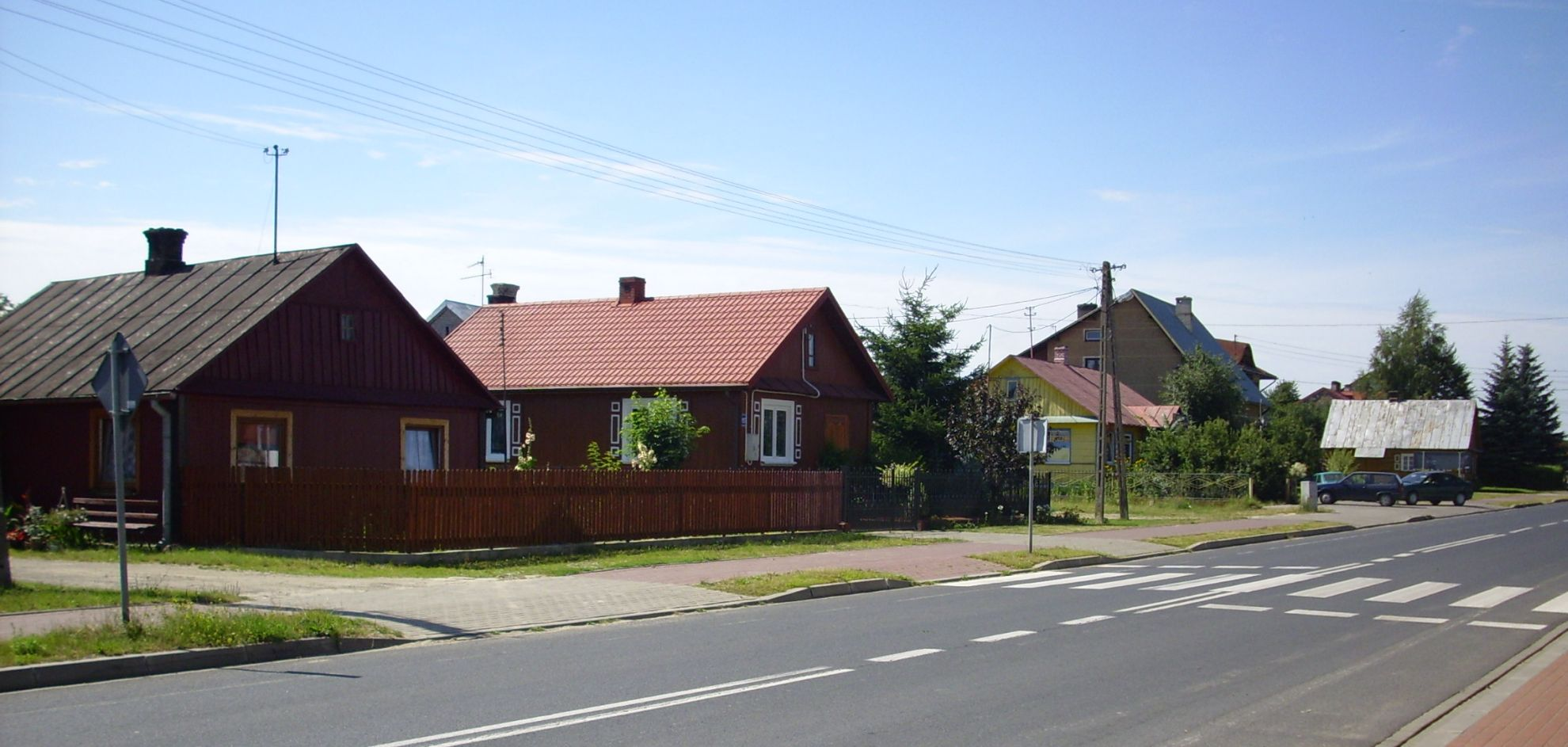
Droga wojewódzka nr 698 w Starej Kornicy

- Terespol (DK2, DW816)